# Axel Rosenhane
Axel Rosenhane, född 1637, död 1685 i Helsingfors, var en svensk landshövding. Han var son till landshövdingen Schering Rosenhane.

## Biografi
Axel Rosenhane föddes 1637. Han var son till landshövdingen Schering Rosenhane och Beata Sparre af Rossevik. Rosenhane blev 1666 vice landshövding i Östergötlands län och 1678 landshövding i Nylands och Tavastehus län. Han avled 1685 i Helsingfors.
Rosenhane ägde gårdarna Ikalaborg, Lagmansholm, Engaholm, Kilanda i Fullestads socken, Svalstad i Vårdinge socken och Hagen i Gåsinge socken.

### Familj
Rosenhane gifte sig med friherrinnan Beata Bonde (1647–1694). Hon var dotter till riksrådet Christer Bonde och Ebba Leijonhuvud. De fick tillsammans barnen Schering, Beata, Göran Rosenhane och Christina.